# Hrabstwo Murchison
Hrabstwo Murchison – obszar samorządu terytorialnego w zachodniej części stanu Australia Zachodnia. Liczy 110 stałych mieszkańców (2006), co daje mu pozycję najmniejszej pod względem ludności jednostki samorządu w całej Australii. Zajmuje przy tym 41 173 km² powierzchni, czyli więcej niż np. całe województwo mazowieckie. 
Na terenie hrabstwa nie ma miejscowości o zwartej zabudowie, skupiskami ludzkimi są tylko rozrzucone po całym jego obszarze wielkopowierzchniowe gospodarstwa rolne, zajmujące się głównie hodowlą owiec. Wyjątkiem jest Murchison Settlement, zbudowane specjalnie jako siedziba władz hrabstwa i miejsce spotkań mieszkańców z różnych jego części. Na stałe nie mieszka tam jednak nikt poza personelem zlokalizowanych tam instytucji. Najbliższym miasteczkiem jest Mullewa, położona ok. 200 km od stolicy hrabstwa, lecz znajdująca się już w granicach sąsiedniego hrabstwa Mullewa.